# Krasoúnas
Krasoúnas, en grec moderne : Κρασούνας, est un village du dème de Mylopótamos, en Crète, en Grèce. Selon le recensement de 2011, la population de Krasoúnas compte 51 habitants. Il est situé à une altitude de 240 m.